# Lenin in memoriam
Lenin in memoriam (del ruso: 'Ленинский траурный выпуск') es una serie de sellos postales rusos conmemorativos al fallecimiento del líder de la URSS, basada en una imagen de Iván Dubásov. Incluye cuatro valores. Inmediatamente en 1924 fue falsificada en Italia.